# Bokura ga ita
Bokura ga ita - Noi c'eravamo (僕等がいた?, Bokura ga ita) è un manga shōjo scritto e disegnato da Yūki Obata, pubblicato in Giappone sulla rivista Betsucomi di Shogakukan dal maggio 2002 al marzo 2012. Un adattamento anime, prodotto da Artland e Studio Kanon, è stato trasmesso in Giappone su Chiba TV a partire dal 5 luglio al 27 dicembre 2006. Un film live action diretto da Takahiro Miki, dal titolo omonimo, è stato proiettato in due parti il 17 marzo e il 21 aprile 2012 nelle sale cinematografiche giapponesi, con Tōma Ikuta e Yuriko Yoshitaka nelle vesti dei protagonisti della storia.

## Trama
(Nanami Takahashi e Motoharu Yano)
A Kushiro, Hokkaidō, Nanami Takahashi è una vivace e graziosa studentessa al primo anno delle scuole superiori, che non chiede altro dalla vita se non l'opportunità di farsi molti nuovi amici. Il destino, però, ha per lei altri progetti: oltre all'amicizia, Nanami troverà l'amore. Ma l'amore, diversamente dalle favole, non porta solo gioia. Si apre per Nanami un mondo nuovo, fatto di dubbi, incertezze, piccole gioie, paure, speranze, illusioni, pensieri, tristezza. A metterla di fronte a se stessa, spingendola verso il lento percorso che dall'adolescenza conduce verso l'età adulta, è la sua tribolata relazione con Motoharu Yano, il principe azzurro del suo cuore che dietro a un sorriso solare e un'aria un po' sfrontata nasconde un triste e difficile passato, con cui entrambi i giovani dovranno confrontarsi.

## Personaggi
Nanami "Nana" Takahashi (高橋 七美?, Takahashi Nanami)
Doppiata da: Nozomi Sasaki (ed. giapponese) Ilaria Latini  (ed. italiana)
È una quindicenne semplice, graziosa e vivace, desiderosa di farsi tanti amici e di divertirsi nella sua vita al liceo. Inizialmente si scontra con Motoharu, che trova molto antipatico, sbruffone e sgradevole, ma per cui in realtà è innamorata.
Motoharu "Moto" Yano (矢野 元晴?, Yano Motoharu)
Doppiato da: Hiroshi Yazaki (ed. giapponese) Flavio Aquilone  (ed. italiana)
È un compagno di classe di Nana, carismatico e sfrontato, famoso per avere molto successo con le ragazze. Nanami lo trova inizialmente molto antipatico, e lui si diverte molte volte a prenderla in giro, anche con scherzi di cattivo gusto. In realtà Motoharu nasconde un passato difficile e un animo molto complicato. Più tardi capisce di essere innamorato di Nanami.
Masafumi "Take" Takeuchi (竹内 匡史?, Takeuchi Masafumi)
Doppiato da: Takuji Kawakubo (ed. giapponese) Alessandro Quarta  (ed. italiana)
È il miglior amico di Motoharu. Un ragazzo molto gentile e disponibile, ha sempre una buona parola per tutti ed è innamorato di Nanami; per questo, molto spesso, lui e Motoharu sono in contrasto a causa di Nanami. Verso la fine della serie riesce a trovare il coraggio di dichiararsi a Nanami, ma quando lei lo rifiuta, Takeuchi decide comunque di non arrendersi e rimanere legato a lei nonostante sia stato respinto.
Yuri Yamamoto (山本 有里?, Yamamoto Yuri)
Doppiata da: Sayaka Senbongi (ed. giapponese) Letizia Ciampa (ed. italiana)
È una compagna di banco di Nanami a inizio storia, una ragazza 'con gli occhiali' molto chiusa e seria, interessata allo studio e alla lettura. Ha frequentato le medie insieme a Motoharu e nasconde un segreto. È segretamente innamorata di Yano ma, nonostante sia stata rifiutata dopo che gli ha confessato i suoi sentimenti, ha deciso di non arrendersi e di rimanere legata a lui.
Nana Yamamoto (山本 奈々?, Yamamoto Nana)
Doppiata da: Yurin (ed. giapponese) Laura Lenghi (ed. italiana)
È la sorella maggiore di Yuri, deceduta in un incidente stradale. Un'ombra densa e persistente che si staglia sui rapporti tra tutti i personaggi.
Ayaka Takeuchi (竹内 文香?, Takeuchi Ayaka)
Doppiata da: Atsuko Enomoto (ed. giapponese)
È la sorella maggiore di Masafumi. Lavora in una gioielleria.
Mizuguchi (水口?, Mizuguchi)
Doppiata da: Kaori Shimizu (ed. giapponese)
È la migliore amica di Nanami.
Akiko "Aki" Sengenji (千見寺 亜希子?, Sengenji Akiko)
Interpretata da: Manami Higa
Compare solo nel film live-action. Detta anche "Aki-chan", è un ex-compagna di liceo di Mothoaru e collega di lavoro di Nanami.

## Manga

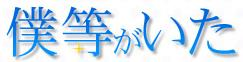
Logo originale della serie

Il manga è stato pubblicato sulla rivista Betsucomi dal maggio 2002 al marzo 2012 e successivamente è stato serializzato in 16 tankōbon per conto della Shogakukan, pubblicati tra il 26 ottobre 2002 e il 26 marzo 2012. La serie è rimasta in pausa per qualche mese tra i numeri di gennaio 2008 e luglio 2009. Nel 2005, l'opera ha vinto il premio Shogakukan nella categoria shōjo e, in totale, ha venduto oltre 10 milioni di copie solo in Giappone.
In Italia è stato pubblicato da Flashbook dal 9 maggio 2007 al 27 ottobre 2012.
È arrivato anche negli Stati Uniti da Viz Media nel novembre 2008, in Francia da Soleil Productions, in Germania da Egmont Manga & Anime e in Argentina e Spagna da Editorial Ivrea.

### Volumi
| Nº | Data di prima pubblicazione | Data di prima pubblicazione                                       | Data di prima pubblicazione |
| Nº | Giapponese                  | Giapponese                                                        | Italiano                    |
| -- | --------------------------- | ----------------------------------------------------------------- | --------------------------- |
| 1  | 26 ottobre 2002             | ISBN 4-09-138191-X                                                | 9 maggio 2007               |
| 2  | 26 febbraio 2003            | ISBN 4-09-138192-8                                                | 30 luglio 2007              |
| 3  | 26 giugno 2003              | ISBN 4-09-138193-6                                                | 28 settembre 2007           |
| 4  | 26 novembre 2003            | ISBN 4-09-138194-4                                                | 27 novembre 2007            |
| 5  | 26 aprile 2004              | ISBN 4-09-138195-2                                                | 1º febbraio 2008            |
| 6  | 26 luglio 2004              | ISBN 4-09-138196-0                                                | 1º aprile 2008              |
| 7  | 20 dicembre 2004            | ISBN 4-09-138197-9                                                | 1º giugno 2008              |
| 8  | 25 aprile 2005              | ISBN 4-09-138198-7                                                | 1º agosto 2008              |
| 9  | 20 dicembre 2005            | ISBN 4-09-130280-7                                                | 1º novembre 2008            |
| 10 | 26 maggio 2006              | ISBN 4-09-130437-0                                                | 8 febbraio 2009             |
| 11 | 24 novembre 2006            | ISBN 4-09-130718-3                                                | 29 marzo 2009               |
| 12 | 24 agosto 2007              | ISBN 978-4-09-131080-4                                            | 31 maggio 2009              |
| 13 | 26 ottobre 2009             | ISBN 978-4-09-132716-1                                            | 31 luglio 2010              |
| 14 | 26 agosto 2010              | ISBN 978-4-09-133390-2                                            | 31 maggio 2011              |
| 15 | 24 giugno 2011              | ISBN 978-4-09-133798-6                                            | 23 giugno 2012              |
| 16 | 26 marzo 2012               | ISBN 978-4-09-134317-8 ISBN 978-4-09-159114-2 (edizione limitata) | 27 ottobre 2012             |

### Libri correlati
1. Bokura ga ita: Kōshiki Fan Book (僕等がいた 公式ファンブック?), 25 novembre 2005, ISBN 4-09-130277-7.[42]
2. Bokura ga ita: Obata Yūki sakuhin-shū (僕等がいた 小畑友紀作品集?), ISBN 4-09-199025-8.
3. Obata Yūki Postcard Book (小畑友紀 ポストカードブック?), 21 dicembre 2007, ISBN 978-4-09-179019-4.[43]
4. Yunoka Takase, Bokura ga ita: Kimi ga ita kisetsu (僕等がいた 君がいた季節?), ISBN 978-4-09-133406-0.
5. Yunoka Takase, Bokura ga ita (僕等がいた?), 22 febbraio 2012, ISBN 978-4-09-408697-3.
6. Miyuki Miyazawa, Bokura ga ita: Kushiro-hen -deai- (僕等がいた 釧路篇-出会い-?), 22 febbraio 2012, ISBN 978-4-09-230622-6.
7. Miyuki Miyazawa, Bokura ga ita: Tōkyō-hen -unmei- (僕等がいた 東京篇-運命-?), 22 febbraio 2012, ISBN 978-4-09-230623-3.

## Anime

I protagonisti, Nanami e Yano

L'anime è prodotto da Artland e Studio Kanon, ed è stato trasmesso dal 5 luglio al 27 dicembre 2006 su Chiba TV. La serie TV non narra tutte le vicende che accadono nel manga, finito successivamente a questo. I DVD sono stati distribuiti da Pony Canyon dal 4 ottobre 2006 al 6 giugno 2007.

### Episodi
| Nº | Titolo italiano (traduzione letterale) Giapponese 「Kanji」 - Rōmaji | In onda           | In onda |
| Nº | Titolo italiano (traduzione letterale) Giapponese 「Kanji」 - Rōmaji | Giapponese        |         |
| 1  | 1º episodio… 「第１話⋯」 - Dai 1-wa…                                 | 5 luglio 2006     |         |
| 2  | 2º episodio… 「第２話⋯」 - Dai 2-wa…                                 | 12 luglio 2006    |         |
| 3  | 3º episodio… 「第３話⋯」 - Dai 3-wa…                                 | 19 luglio 2006    |         |
| 4  | 4º episodio… 「第４話⋯」 - Dai 4-wa…                                 | 26 luglio 2006    |         |
| 5  | 5º episodio… 「第５話⋯」 - Dai 5-wa…                                 | 2 agosto 2006     |         |
| 6  | 6º episodio… 「第６話⋯」 - Dai 6-wa…                                 | 9 agosto 2006     |         |
| 7  | 7º episodio… 「第７話⋯」 - Dai 7-wa…                                 | 16 agosto 2006    |         |
| 8  | 8º episodio… 「第８話⋯」 - Dai 8-wa…                                 | 23 agosto 2006    |         |
| 9  | 9º episodio… 「第９話⋯」 - Dai 9-wa…                                 | 30 agosto 2006    |         |
| 10 | 10º episodio… 「第１０話⋯」 - Dai 10-wa…                             | 6 settembre 2006  |         |
| 11 | 11º episodio… 「第１１話⋯」 - Dai 11-wa…                             | 13 settembre 2006 |         |
| 12 | 12º episodio… 「第１２話⋯」 - Dai 12-wa…                             | 20 settembre 2006 |         |
| 13 | 13º episodio… 「第１３話⋯」 - Dai 13-wa…                             | 27 settembre 2006 |         |
| 14 | 14º episodio… 「第１４話⋯」 - Dai 14-wa…                             | 4 ottobre 2006    |         |
| 15 | 15º episodio… 「第１５話⋯」 - Dai 15-wa…                             | 11 ottobre 2006   |         |
| 16 | 16º episodio… 「第１６話⋯」 - Dai 16-wa…                             | 18 ottobre 2006   |         |
| 17 | 17º episodio… 「第１７話⋯」 - Dai 17-wa…                             | 25 ottobre 2006   |         |
| 18 | 18º episodio… 「第１８話⋯」 - Dai 18-wa…                             | 1º novembre 2006  |         |
| 19 | 19º episodio… 「第１９話⋯」 - Dai 19-wa…                             | 8 novembre 2006   |         |
| 20 | 20º episodio… 「第２０話⋯」 - Dai 20-wa…                             | 15 novembre 2006  |         |
| 21 | 21º episodio… 「第２１話⋯」 - Dai 21-wa…                             | 22 novembre 2006  |         |
| 22 | 22º episodio… 「第２２話⋯」 - Dai 22-wa…                             | 29 novembre 2006  |         |
| 23 | 23º episodio… 「第２３話⋯」 - Dai 23-wa…                             | 6 dicembre 2006   |         |
| 24 | 24º episodio… 「第２４話⋯」 - Dai 24-wa…                             | 13 dicembre 2006  |         |
| 25 | 25º episodio… 「第２５話⋯」 - Dai 25-wa…                             | 20 dicembre 2006  |         |
| 26 | 26º episodio… 「第２６話⋯」 - Dai 26-wa…                             | 27 dicembre 2006  |         |

### Colonna sonora
La OST dell'anime è stata raccolta in 2 CD, Eien (永遠?) e Kiseki (軌跡?), usciti il 7 febbraio 2007.
Sigla di apertura
- Kimi dake wo… (君だけを⋯?), delle Mi

Sigla di chiusura
- Aishiteru (アイシテル?), delle Mi (ep. 1, 8, 10)
- Koko ni ite (ここにいて?), di Kaori Asō (ep. 2, 5, 24)
- Sunset -album version- (サンセット-ａｌｂｕｍ ｖｅｒｓｉｏｎ-?), delle Mi (ep. 3, 18)
- Suki dakara (好きだから?), di Izumi Katō (ep. 4, 6)
- Futari no kisetsu ga (ふたりの季節が?), di Nozomi Sasaki (ep. 7, 9, 11, 13)
- Utsukushisugite (美しすぎて?), di Izumi Katō (ep. 12)
- Kimi ga iru (キミがいる?), di Izumi Katō (ep. 14)
- Merry-go-round (メリーゴーラウンド?), di Nozomi Sasaki (ep. 15-16, 19, 22)
- Kotoba (言葉?), di Izumi Katō (ep. 17, 20-21, 23, 25-26)

## Film live action
Diviso in due parti dirette da Takahiro Miki, la prima (前篇?, zenpen) è uscita nei cinema nipponici il 17 marzo 2012, mentre la seconda (後篇?, kōhen) il 21 aprile seguente.
Il cast è stato rivelato il 2 maggio 2011 con Tōma Ikuta e Yuriko Yoshitaka nel ruolo dei protagonisti Yano e Nanami. Le riprese sono iniziate nello stesso periodo a Kushiro, Hokkaidō, città natale dell'autrice del manga nonché luogo in cui è ambientata la vicenda.